# Christian und Christiane
Christian und Christiane ist eine 14-teilige Fernsehserie über ein junges Liebespaar aus dem Jahr 1982, die die ARD produziert und gesendet hat.

## Handlung
Im Mittelpunkt der ca. 25-minütigen Folgen steht das junge Liebespaar Christiane (Marion Kracht) und Christian (Jochen Schroeder) und ihre Umgebung. Das Paar muss diverse Belastungsproben überstehen. Christian leistet seinen Wehrdienst ab und ist entsprechend selten zu Hause, Christiane macht eine Ausbildung zur Drogistin. Die Wochenenden verbringt das Paar im Elternhaus von Christiane. Natürlich sind Schwierigkeiten und Konflikte programmiert. Nach und nach finden sich auch Christians Eltern (Marie-Luise Marjan und Hubert Suschka) und die Eltern von Christiane (Ursula Heyer und Rudolf Brand) mit der Beziehung der beiden ab. In Folge 6 heiraten die beiden.
Für Marion Kracht und Jochen Schroeder in den Titelrollen war die Serie der Start zu einer großen Karriere.

## Episoden
1. Endlich Wochenende

Christian und Christiane sind ein junges Liebespaar. Christian ist 20 und Christiane 18. Sie ist noch in der Ausbildung zur Drogistin, er leistet gerade seinen Wehrdienst ab. Ihre Wochenenden verbringen die beiden bei Christiane zuhause. Das gibt Schwierigkeiten mit den Eltern. Um ein paar Stunden mehr Wochenendurlaub zu haben, entschließt sich Christian, ein gebrauchtes Auto zu kaufen.
2. Das neue Auto

Anstelle eines gebrauchten Autos besorgt Christians Vater seinem Sohn einen Neuwagen. Die Mehrkosten streckt er ihm vor. So ist Christian mit erheblichen Schulden belastet. Christianes Vater will nicht mehr zulassen, dass die jungen Leute ihr Wochenende unter seinem Dach verbringen. Es sei denn, die beiden verloben sich. Davon will Christiane aber noch nichts wissen. Bei einer Probefahrt mit dem neuen Auto verunglückt Herbert, der Christian mit seinem Motorrad zu einer Wettfahrt animiert hat.
3. Wochenendübung

Als Christian eine Wochenendübung machen muss, besucht Christiane ihren Bruder Stefan, der in München in einer Wohngemeinschaft lebt. Dort lernt sie eine andere Art des Zusammenlebens kennen. Allerdings können diese alternativen Lebensformen sie nicht überzeugen. Unterdessen erkundigt sich Christian bei einem Kamerad nach dem Geld, das er bekommen würde, wenn er und Christiane heirateten.
4. Ein Feiertag

Ein Feiertag, an dem Christian nicht nach Hause kommen kann. Christiane besucht Herbert im Krankenhaus. Ihre Mutter hat es arrangiert, dass sich die Eltern des Paares kennenlernen und über die Beziehung ihrer Kinder aussprechen können. Christianes Mutter ist aus eigener Erfahrung gegen eine frühe Ehe. Christians Oma stürzt die Treppe herunter, und Christiane wartet auf Christians Anruf, um ihm die Neuigkeiten zu erzählen. Doch der vergnügt sich mit seinen Kameraden.
5. Entscheidung

Endlich sehen sich Christian und Christiane wieder. Doch es kommt zu einem Streit, weil Christian dauernd von dem Geld redet, das er im Falle einer Heirat bekommen würde. Christiane ist darüber verletzt, und Christian geht zu sich nach Hause. Da sitzen nun beide und sind traurig. Um nicht mit Christian zusammenzutreffen, legt Christiane ihren Besuch bei der Oma im Krankenhaus extra früh. Doch plötzlich stehen sich beide gegenüber.
6. Letzte Hürden

Christian und Christiane bereiten ihre Hochzeit vor. Es soll jetzt schnell gehen, damit man bald in den Genuss des zusätzlichen Bundeswehrgeldes kommt. Zufällig besucht der Pfarrer Christianes Familie. Die Mutter meint irrtümlich, er käme, um nach der kirchlichen Trauung zu fragen. Sie schämt sich und bedrängt ihre Tochter, auch in der Kirche zu heiraten. Als Christian abends vom Bund kommt, probiert Christiane gerade ein Brautkleid an.
7. Der schönste Tag

Es ist soweit: Hochzeitstag. Am Morgen kommen Christianes Bruder und die jungen Leute aus der Wohngemeinschaft als erste Gäste. Tränen gibt es, als Christianes Mutter ganz klar zu verstehen gibt, dass sie immer noch gegen diese Frühehe ist. Vor der Kirche treffen Christians Mutter und die neue Frau seines Vaters aufeinander. Die Hochzeitsfeier ist nicht das Fest, das Christian und Christiane sich vorgestellt haben.
8. Auf eigenen Füßen

Einige Monate sind vergangen. Christian und Christiane sind nun ein Ehepaar. Da bekommt Christian von der Bundeswehr ein Angebot, in seinem erlernten Beruf als Fotolaborant zu arbeiten. Allerdings liegt der neue Standort weiter von zu Hause weg. Christiane plagt sich mit einem ekelhaften Fahrlehrer: Vor lauter Wut steigt sie mitten in der Fahrstunde aus dem Auto. Dann trifft sie Maria wieder, die sie auf ihrer Hochzeit kennengelernt hatte. Beim Tee bei Maria ist auch deren Bruder Stefan da. Der empfiehlt ihr, bei seiner Fahrschule weiterzumachen.
9. Ehealltag

10. Unter einem Dach

Christians Schwester Sonja begeht mit ihrer Clique einen Kaufhausdiebstahl und wird erwischt. Aus Angst vor ihrer Mutter flüchtet sie sich zu Christian und Christiane. Sie bittet die beiden, die Nacht über bei ihnen bleiben zu dürfen. Da erscheint Christianes Mutter, um ihre Tochter zu holen. Als sie versucht, in die Etagenwohnung des jungen Paares einzudringen, kommt es zum Eklat. Christian und Christiane entschließen auszuziehen, um der ständigen Bevormundung zu entgehen.
11. Wohnungssuche

Christiane sucht nun eine Wohnung. Ihre Freundin Beate gibt ihr den Tipp, es bei ihrem Onkel zu versuchen, der das Dach seines Hauses ausgebaut hat. Da die Wohnung schön und die Miete passabel ist, wird man sich einig. Am nächsten Tag besteht Christiane die Fahrprüfung, Stefan nicht. Bei einer kleinen Feier beschließen die jungen Leute, die kommenden Weihnachtstage zu viert auf der Hütte von Stefans Eltern zu verbringen. Als Christiane ihrem Mann die neue Wohnung vorführen will, macht Beates Onkel einen Rückzieher.
12. Weihnachten mal ganz anders

Der Weihnachtsurlaub auf der Hütte soll die verspätete Hochzeitsreise von Christian und Christiane werden. Doch von Anfang an gibt es Spannungen zwischen den vier jungen Leuten. So hatten sich die Flitterwöchner das nicht vorgestellt: Kein eigenes Schlafzimmer, Stefan flirtet mit Christiane, Beate erfolglos mit Stefan, und Christian ist eifersüchtig. Nach der Bescherung kommt die Bescherung. Beate läuft in die Dunkelheit. Auf der Suche nach ihr verstaucht sich Stefan ein Bein, und Christiane fällt in seine Arme.
13. Gute Aussichten

Christiane ist nach München zu ihrem Bruder gefahren, um in Ruhe über ihre Ehe nachzudenken und sich Rat zu holen. Christian sitzt am zweiten Weihnachtsfeiertag allein bei seinen Schwiegereltern. Doch es renkt sich alles wieder ein, und Christianes Oma hat sogar eine Wohnung für das junge Paar gefunden. Auch ist jetzt entschieden, dass Christian nach seiner Bundeswehrzeit noch eine Ausbildung zum Fotografen macht. Ein selbstbewusstes, energisches Paar unterschreibt den Mietvertrag.
14. Ein Anfang

Christiane lernt für ihre Drogistenprüfung und die Freunde helfen, die neue Wohnung zu renovieren. Christian feiert seine letzten Stunden bei der Bundeswehr. Am nächsten Tag besteht Christiane ihre Prüfung. Doch das Leben geht weiter – oder es fängt erst richtig an. Christian, noch verkatert, stellt sich bei seinem neuen Lehrherrn vor. Er bekommt die Stelle. Zusammen mit Freunden feiern sie den Einzug in die erste eigene Wohnung. Und Christian hat noch eine Überraschung für Christiane.

## Medien
Die kompletten Episoden der Serie erschienen 2008 auf DVD.

## Sonstiges
Die Außenaufnahmen wurden hauptsächlich im südbadischen Dreisamtal (in Kirchzarten und Buchenbach) sowie in und um Freiburg i.Br. gedreht.